# Crocidura littoralis
Crocidura littoralis är en däggdjursart som beskrevs av Heller 1910. Crocidura littoralis ingår i släktet Crocidura och familjen näbbmöss. IUCN kategoriserar arten globalt som livskraftig. Inga underarter finns listade i Catalogue of Life.
Individerna blir 85 till 100 mm långa (huvud och bål), har en 64 till 77 mm lång svans och väger 20 till 24 g. De har ungefär 16 mm långa bakfötter och cirka 9,5 mm långa öron. På ovansidan förekommer mörkbrun till svart päls och undersidans päls har samma färg eller den är något ljusare. En liknande färguppdelning finns på svansen. Svansen är endast nära kroppen täckt av några borstar och annars naken. De mörka öronen har bara på kanterna korta hår.
Denna näbbmus förekommer i centrala Afrika från östra Kamerun i väst till västra Kenya i öst och söderut till centrala Kongo-Kinshasa. Den lever i låglandet och i kulliga områden upp till 800 meter över havet. Arten vistas i regnskogar och kanske i angränsande habitat.
Crocidura littoralis äter olika ryggradslösa djur som myror, tvåvingar, fjärilslarver och spindlar. Den jagas själv av mindre rovdjur. Honor föder 2 till 4 ungar per kull.